# Війна світів: Наступне сторіччя
«Війна світів: Наступне сторіччя» (пол. Wojna swiatów — nastepne stulecie) — польський науково-фантастичний фільм режисера Пйотра Шулькіна за мотивами роману Герберта Велза «Війна світів». Створення було закінчено в 1981 році, але на екрани він вийшов у 1983. Фільм присвячено Герберту Велзу та Орсону Велзу.
Дія відбувається в Польщі 1999 року. Після прибуття марсіан встановлюється тоталітарний режим, який ведучий новин Айрон Ідем повинен всіляко виправдовувати та пропагувати. Розриваючись між совістю та винагородами від марсіан, Ідем поступово втрачає все, що мав — дружину, житло, а потім і довіру громадськості.

## Сюжет
Наприкінці 1999 року люди встановили контакт із марсіанами, що технологіями й культурою значно перевершували людей. Марсіани виглядають як зеленошкірі карлики та мало з'являються на публіці. Айрон Ідем працює в незалежній телестудії та висвітлює візити марсіан в різні місця планети. Перед виступом Ідем отримує від незнайомця текст «правильних» коментарів до новин, де про марсіан належить відгукуватись виключно позитивно. Начальник телестудії переконує і надалі говорити саме так, бо це допоможе заспокоїти громадськість і завоювати популярність.
Прибульці проявляють дивний інтерес до людської крові, обіцяючи за її здачу значки, котрі дають привілеї. Коли Ідем цікавиться навіщо їм кров, його дружину Гіу силоміць забирають прямо з дому поліцейські в супроводі марсіанина. Поліцейські причіпляють йому значок і вимагають показувати в новинах як він «любить» марсіан.
На вулицях встановлюють телевізори з гучномовцями, розвішують транспаранти із закликами любити прибульців і здавати кров. Ідем вирушає в один із пунктів прийому крові, де йому заявляють, що номер значка Ідема дуже низький. Процедура здачі наповнена безглуздими ритуалами, як-от обов'язкове співання гімну. Коли він намагається довідатись де Гіа, йому кажуть, що зникнення жінки — вигадка. Голова пункту потім потай зізнається Ідему, що вважає марсіан жорстокими й аморальними, але слідом повідомляє, що це була провокація з метою перевірити вірність Ідема.
Начальник вимагає аби Ідем сам писав тексти хвалебних виступів і щиро любив марсіан. Той погоджується в обмін на дружину, але начальник нічого не обіцяє. Потім Ідема виселяють з квартири, бо він начебто заважав шумом «поважним людям». З усього майна йому лишають тільки телевізор за «бездоганну службу».
Ідем пропагує любов до марсіан, переконує публіку, що люди й прибульці розмовляють однією мовою, закликає толерантно ставитися до вчинених ними правопорушень, і обов'язково здавати кров. Усім, хто досі не зареєструвався в пунктах здачі, загрожує загадкова процедура «стирання». Попри службу на користь марсіан, Ідема схоплює поліція на вулиці та відправляє в нічліжку як бездомного. Всі жителі нічліжки повинні «добровільно» здавати кров, інакше позбавляються їжі. За відмову робити ранкові вправи Ідема викидають на вулицю.
Юрист знаходить Ідема і шантажує його відомостями про злочини, які нібито надала Гіа. Він наказує організувати концерт, відвідати який можна, здавши кров. Ідем бачить як тепер люди здають своїх рідних на цілковите викачування крові і все це «добровільно». Але скоро виявляється, що марсіани покидають Землю і встановлені ними закони скасовуються.
Ідем убиває одного марсіанина, а коли повертається у свою розграбовану квартиру, знаходить там непритомну дружину. Він вирушає на концерт з нагоди відбуття прибульців, де виходить на сцену і виголошує промову про лицемірство людей, які дивилися його передачу по телевізору. Поліція викидає його на вулицю, де юрист з сумом згадує владу марсіан, описуючи різні блага на кшталт дешевого пива та масових заходів. Ідем зустрічає волоцюгу, якого бачив у нічліжці. Той пропонує піти спалити телестудію, Ідем погоджується, але потрапляє в засідку спецслужб.
Ідема кидають до в'язниці, де він дізнається про зміну політики — тепер марсіан скрізь вважають окупантами і полюють на тих, хто їм служив. Усі підозрювані в співпраці з марсіанами тепер повинні «добровільно» пройти процедуру обстеження мозку. Ідема оголошують зрадником, суд над ним показують по телевізору. Вирок за новим законом залежить від усенародного голосування і ним стає страта. Наостанок Ідему віддають тіло його мертвої дружини. Розстріл показують у новинах, але це виявляється постановкою. Насправді ж Ідема відпускають і він покидає павільйон для зйомок, ідучи в невідоме.

## У ролях
- Роман Вільгельмі — Айрод Ідем — головний герой
- Маріуш Дмочовскій — директор телеканалу
- Кристина Янда — дружина Ідема, повія Гіа
- Єжи Штур — юрист
- Марек Валчевський — голова реєстрації
- Станіслав Гавлік — сищик
- Веслав Држеміц — чоловік похилого віку
- Станіслав Гавлік — порт'є
- Януш Гайос — співробітник гідротехнічних споруди
- Божена Дікіл — лікар
- Збігнєв Бужковський — поліцейський
- Вітольд Пікоз — суддя
- Майкл Лесняк — диктор